# IJshockey op de Olympische Winterspelen 1948
IJshockey is een van de sporten die beoefend werden tijdens de Olympische Winterspelen 1948 in St. Moritz.
Dit ijshockeytoernooi was tevens het vijftiende wereldkampioenschap ijshockey. Er namen negen teams deel. Het IOC besloot het team van de Verenigde Staten te diskwalificeren, vanwege het meespelen van een aantal profs. Deze diskwalificatie is niet van toepassing op het wereldkampioenschap, zodat de uitslag voor het wereldkampioenschap anders is dan die van de Olympische Spelen.

## Heren

### Toernooi
| datum      | tijd  | land              | score  | land              |
| ---------- | ----- | ----------------- | ------ | ----------------- |
| 30 januari | 11:00 | Zwitserland       | 5 - 4  | Verenigde Staten  |
| 30 januari | 14:00 | Canada            | 3 - 1  | Zweden            |
| 30 januari | 14:00 | Polen             | 7 - 5  | Oostenrijk        |
| 30 januari | 14:00 | Tsjecho-Slowakije | 22 - 3 | Italië            |
| 31 januari | 10:30 | Verenigde Staten  | 23 - 4 | Polen             |
| 31 januari | 14:00 | Tsjecho-Slowakije | 6 - 3  | Zweden            |
| 31 januari | 14:00 | Zwitserland       | 16 - 0 | Italië            |
| 31 januari | 14:00 | Groot-Brittannië  | 5 - 4  | Oostenrijk        |
| 1 februari | 10:00 | Canada            | 3 - 0  | Groot-Brittannië  |
| 1 februari | 10:00 | Verenigde Staten  | 31 - 1 | Italië            |
| 1 februari | 15:00 | Zwitserland       | 11 - 2 | Oostenrijk        |
| 1 februari | 15:00 | Tsjecho-Slowakije | 13 - 1 | Polen             |
| 2 februari | 10:00 | Zweden            | 7 - 1  | Oostenrijk        |
| 2 februari | 15:00 | Canada            | 15 - 0 | Polen             |
| 2 februari | 15:00 | Tsjecho-Slowakije | 11 - 4 | Groot-Brittannië  |
| 3 februari | 10:00 | Canada            | 21 - 1 | Italië            |
| 3 februari | 10:00 | Verenigde Staten  | 5 - 2  | Zweden            |
| 4 februari | 8:00  | Tsjecho-Slowakije | 17 - 3 | Oostenrijk        |
| 4 februari | 8:00  | Zwitserland       | 12 - 3 | Groot-Brittannië  |
| 4 februari | 10:00 | Polen             | 13 - 7 | Italië            |
| 5 februari | 8:00  | Zwitserland       | 8 - 2  | Zweden            |
| 5 februari | 8:00  | Groot-Brittannië  | 7 - 2  | Polen             |
| 5 februari | 9:00  | Canada            | 12 - 3 | Verenigde Staten  |
| 5 februari | 10:00 | Oostenrijk        | 16 - 5 | Italië            |
| 6 februari | 8:00  | Zweden            | 4 - 3  | Groot-Brittannië  |
| 6 februari | 8:00  | Zwitserland       | 14 - 0 | Polen             |
| 6 februari | 8:00  | Canada            | 0 - 0  | Tsjecho-Slowakije |
| 6 februari | 10:00 | Verenigde Staten  | 13 - 2 | Oostenrijk        |
| 7 februari | 8:00  | Verenigde Staten  | 4 - 3  | Groot-Brittannië  |
| 7 februari | 9:00  | Zweden            | 23 - 0 | Italië            |
| 7 februari | 9:00  | Zwitserland       | 1 - 7  | Tsjecho-Slowakije |
| 7 februari | 10:00 | Canada            | 12 - 0 | Oostenrijk        |
| 8 februari | 10:00 | Groot-Brittannië  | 14 - 7 | Italië            |
| 8 februari | 10:00 | Zweden            | 13 - 2 | Polen             |
| 8 februari | 10:00 | Tsjecho-Slowakije | 4 - 3  | Verenigde Staten  |
| 8 februari | 13:45 | Zwitserland       | 0 - 3  | Canada            |

|    | land              | Gs | W | G | V | F  | A   | Ptn |
| -- | ----------------- | -- | - | - | - | -- | --- | --- |
| 1  | Canada            | 8  | 7 | 1 | 0 | 69 | 5   | 15  |
| 2  | Tsjecho-Slowakije | 8  | 7 | 1 | 0 | 80 | 18  | 15  |
| 3  | Zwitserland       | 8  | 6 | 0 | 2 | 67 | 21  | 12  |
| DQ | Verenigde Staten  | 8  | 5 | 0 | 3 | 86 | 33  | 10  |
| 4  | Zweden            | 8  | 4 | 0 | 4 | 55 | 28  | 8   |
| 5  | Groot-Brittannië  | 8  | 3 | 0 | 5 | 39 | 47  | 6   |
| 6  | Polen             | 8  | 2 | 0 | 6 | 29 | 97  | 4   |
| 7  | Oostenrijk        | 8  | 1 | 0 | 7 | 33 | 77  | 2   |
| 8  | Italië            | 8  | 0 | 0 | 8 | 24 | 156 | 0   |

### Eindrangschikking
| Goud | Zilver | Brons |
| Canada Murray Dowey Frank Dunster Jean Gravelle Patrick Guzzo Wally Halder Ted Hibberd Henri-André Laperrière John Lecompte George Mara Albert Renaud Reginald Schroeter Irving Taylor                                                                    | Tsjecho-Slowakije Vladimír Bouzek Augustin Bubník Jaroslav Drobný Přemysl Hainý Zdeněk Jarkovský Vladimír Kobranov Stanislav Konopásek Bohumil Modrý Miloslav Pokorný Václav Roziňák Miroslav Sláma Karel Stibor Vilibald Šťovík Ladislav Troják Josef Trousílek Oldřich Zábrodský Vladimír Zábrodský | Zwitserland Hans Bänninger Alfred Bieler Hanggi Boller Ferdinand Cattini Hans Cattini Hans Dürst Walter Dürst Emil Handschin Werner Lohrer Heini Lohrer Reto Perl Ulrich Poltera Gebhard Poltera Beat Rüedi Otto Schubiger Richard Torriani Hans Trepp                                                 |
| 4 | 5 | 6 |
| Zweden Stig Andersson Åke Andersson Stig Carlsson Åke Ericson Rolf Eriksson-Hemlin Svante Granlund Arne Johansson Rune Johansson Gunnar Landelius Klaes Lindström Lars Ljungman Holger Nurmela Bror Pettersson Rolf Pettersson Kurt Svanberg Sven Thunman | Groot-Brittannië Stanley Simon Leonhard Baker George Baillie James Chappell Gerry Davey Frederick Dunkelman Arthur Green Frank Green Frank Jardine John Murray John Oxley William Smith Archibald Stinchcombe Thomas Syme                                                                             | Polen Henryk Bromowicz Mieczysław Burda Stefan Csorich Tadeusz Dolewski Alfred Gansiniec Tomasz Jasiński Mieczysław Kasprzycki Bolesław Kolasa Adam Kowalski Eugeniusz Lewacki Jan Maciejko Czesław Marchewczyk Mieczysław Palus Henryk Przeździecki Hilary Skarżyński Maksymilian Więcek Ernest Ziaja |
| 7 | 8 | dq |
| Oostenrijk Franz Csöngei Friedrich Demmer Egon Engel Walter Feistritzer Gustav Gross Alfred Huber Julius Juhn Oskar Nowak Hansjörg Reichl Hans Schneider Willibald Stanek Herbert Ulrich Fritz Walter Helfried Winger Rudolf Wurmbrandt                   | Italië Gianantonio Zopegni Constanzo Mangini Claudio Apollonio Giancarlo Bassi Mario Bedogni Luigi Bestagini Giancarlo Bucchetti Carlo Bulgheroni Ignazio Dionisi Arnaldo Fabris Vincenzo Fardella Aldo Federici Umberto Gerli Dino Innocenti Dino Menardi Otto Rauth Franco Rossi                    | Verenigde Staten Goodwin Harding Herbert Van Ingen Robert Baker Robert Boeser Bruce Cunliffe John Garrity Donald Geary John Joseph Kirrane Bruce Mather Allan Opsahl Frederick Pearson Stanton Priddy Jack Riley Ralph Warburton                                                                       |

Antwerpen 1920 · 
Chamonix 1924 · 
St. Moritz 1928 · 
Lake Placid 1932 · 
Garmisch-Partenkirchen 1936 · 
St. Moritz 1948 · 
Oslo 1952 · 
Cortina d'Ampezzo 1956 · 
Squaw Valley 1960 · 
Innsbruck 1964 · 
Grenoble 1968 · 
Sapporo 1972 · 
Innsbruck 1976 · 
Lake Placid 1980 · 
Sarajevo 1984 · 
Calgary 1988 · 
Albertville 1992 · 
Lillehammer 1994 · 
Nagano 1998 · 
Salt Lake City 2002 · 
Turijn 2006 · 
Vancouver 2010 · 
Sotsji 2014 · 
Pyeongchang 2018 · 
Peking 2022

Lijst van olympische medaillewinnaars
Alpineskiën · Bobsleeën · Kunstrijden · Langlaufen · Militaire patrouille (demonstratie) · Noordse combinatie · Schaatsen · Schansspringen · Skeleton · Winter vijfkamp (demonstratie) · IJshockey